# Amphibolia stolida
Amphibolia stolida là một loài ruồi trong họ Tachinidae.